# Сулковиці (Свентокшиське воєводство)
Сулковиці (пол. Sułkowice) — село в Польщі, у гміні Солець-Здруй Буського повіту Свентокшиського воєводства.
Населення — 228 осіб (2011).
У 1975-1998 роках село належало до Келецького воєводства.

## Демографія
Демографічна структура на день 31 березня 2011 року:
|          | Загалом | Допрацездатний вік | Працездатний вік | Постпрацездатний вік |
| -------- | ------- | ------------------ | ---------------- | -------------------- |
| Чоловіки | 117     | 28                 | 75               | 14                   |
| Жінки    | 111     | 22                 | 57               | 32                   |
| Разом    | 228     | 50                 | 132              | 46                   |